# 中村亮土
中村 亮土（なかむら りょうと、1991年〈平成3年〉6月3日 - ）は、ジャパンラグビーリーグワンの東京サントリーサンゴリアスに所属するラグビー選手で、チームの主将。株式会社 TRYFE JAPAN 代表取締役CEO。

## プロフィール
- 鹿児島県出身。
- ポジションはセンター(CTB)及びスタンドオフ(SO)。
- 身長 178 cm、体重 92 kg
- 日本代表キャップは39。（2023年10月8日現在）
- ニックネームは『りょうと』。名前が珍しい為、間違われることもしばしば。
- 鹿児島県曽於市観光PR大使
- 声優の泊明日菜は義理の姉[1]。

## 来歴
中学校時代はサッカー部に所属。鹿児島実業高校に入学後ラグビーを開始した。
2010年に帝京大学に進学。同大学在籍時代には、主将として史上初の大学選手権5連覇に貢献した。
2013年5月10日、アジア5カ国対抗の対UAE戦で、日本代表としての初キャップを獲得した。
2014年にサントリーサンゴリアス(現・東京サントリーサンゴリアス)に入団した。同年12月7日に行われたジャパンラグビートップリーグ2ndステージ第2節の神戸製鋼コベルコスティーラーズ戦に途中出場で公式戦初出場を果たした。
2018年1月にはサンウルブズの2018年スコッドに追加招集された。
2019年8月、ラグビーワールドカップ2019の日本代表に選出された。
2020年、サントリーサンゴリアスの主将に就任。
2021年、日本代表の副キャプテンに就任。
同じく2021年、日本代表としてヨーロッパ遠征中に垣永真之介、堀越康介、小瀧尚弘、中村亮土の4名がバーバリアンズに選ばれ、イングランドのトゥイッケナム・スタジアムでサモア代表と11月27日に対戦する予定だったが、新型コロナウイルス対策のため中止になった。

## 経歴
- 2007年～2010年 鹿児島実業高校ラグビー部　2年・3年次に花園出場。
- 2010年～2014年 帝京大学ラグビー部　4年次は主将。大学選手権で優勝4回を経験する。
- 2014年～　サントリーサンゴリアス。
- 2020年〜　株式会社 TRYFE JAPAN 創業、代表取締役CEOに就任。プロテイン製造から事業をスタートさせた。